# Голландская операция (1940)
Голландская операция (10—14 мая 1940 года) — стратегическая военная операция вооружённых сил Германии против голландских войск в ходе Второй мировой войны.

## Планы сторон

### Нидерланды
Хотя вооружённые силы Нидерландской колониальной империи (население колониальной империи 80 млн человек из них в метрополии — 10 млн человек) насчитывали более 500 тыс. человек, далеко не все из них находились в Голландии.
Части в Нидерландах под командованием генерала Генри Винкельмана составляли 350 тысяч человек. Это были удовлетворительно оснащённые восемь пехотных дивизий, одна лёгкая дивизия, три смешанные бригады и несколько пограничных батальонов. Эти войска были слабо оснащены бронетанковой техникой и имели в расположении только 33 бронеавтомобиля, 5 танкеток и один танк и 145 боеготовых боевых самолётов.
Голландское командование понимало, что этих сил недостаточно для надёжной обороны 400-километровой границы от Маастрихта до Северного моря. Кроме того, ей, в отличие от Бельгии, не приходилось рассчитывать на своевременную и достаточную помощь союзных войск. Поэтому на границе были размещены лишь слабые силы прикрытия без поддержки артиллерии. На южном участке границы — между городами Маастрихт и Неймеген были подготовлены к подрыву многочисленные железнодорожные и шоссейные мосты через реки Маас и Ваал, канал Юлианы, имеющие решающее значение для наступления немецких войск. Предусматривалась оборона лишь определённого района, названного «Крепость Голландия». С востока границей района была укреплённая линия Греббе, которая примыкала на севере к каналу Эйссел, а с юга — оборонительные сооружения от реки Ваал до Роттердама. Южнее реки Маас предполагалось временно задержать противника на линии Пел. Командование вооружёнными силами Нидерландов рассчитывало длительное время удерживать «Крепость Голландию», оборона которой могла быть ещё больше улучшена затоплением отдельных участков местности. Для обороны этого района выделялись основные силы сухопутной армии. Два армейских корпуса заняли и оборудовали линию Греббе, третий армейский корпус был расположен южнее реки Маас — близ Хертогенбос, однако в случае наступления крупных сил противника с востока он должен был использоваться не для усиления войск, обороняющих линию Пел, а вместе с лёгкой дивизией, находящейся в районе Эйндховена, выдвинуться за реку Ваал и оборонять «Крепость Голландию» с юга. 1-й армейский корпус, расположенный между Роттердамом и Лейденом, был в резерве и обеспечивал охрану аэродромов, находившихся в этом районе.

### Германия
Против голландских вооруженных сил должны были действовать 18-я армия генерал-полковника фон Кюхлера и 6-я армия генерал-полковника фон Рейхенау Группы армий «В» (командующий группой армий — генерал-фельдмаршал Фёдор фон Бок). Однако в планах германского командования основная задача по разгрому вооруженных сил Нидерландов возлагалась на 18-ю армию. Она должна была небольшими силами действовать против северо-восточных провинций Голландии, а основными силами прорвать позицию Эйссел и линию Пел по обе стороны нижнего Рейна и реки Маас с целью атаковать затем «Крепость Голландию» с востока и юга. Чтобы быстро вывести из строя голландскую армию, было необходимо помешать ей организовать планомерную оборону на восточных и южных рубежах «крепости», которые могли быть легко усилены при помощи затоплений. Для этой цели были выделены 22-я пехотная дивизия генерала Шпонека, обученная и оснащенная как воздушно-посадочная дивизия, и 7-я авиадесантная дивизия генерала Штудента. Воздушно-десантные войска должны были высадиться внутри «Крепости Голландия» между Лейденом и Роттердамом, чтобы сковать в этом районе силы противника, а парашютисты, сброшенные южнее Роттердама, — захватить большой железнодорожный и шоссейный мост через реку Маас близ Мурдейка и удерживать его до подхода основных сил. Поскольку для успеха первого удара 18-й армии в районе южнее Ваала решающее значение имел захват как можно большего количества неповрежденных мостов через реку Маас севернее Маастрихта, для этой цели были тщательно подготовлены специальные мероприятия.
6-я армия должна была действовать южнее Рурмонда — в этом месте голландцы не планировали серьёзно обороняться. Основная цель 6-й армии была борьба с бельгийскими и французско-английскими вооруженными силами уже после перехода границы между Бельгией и Нидерландами.
В состав 18-й армии входили девять пехотных, одна танковая и одна кавалерийская дивизия. Силы 6-й армии не могут учитываться, так как фактически они не принимали участие в столкновении с голландскими войсками.

## Объявление войны
Нидерланды (также как и Бельгия) были поставлены перед свершившимся фактом: лишь после того, как немецкие войска перешли границу 10 мая, в ноте об объявлении войны им было поставлено в упрек то, что они с самого начала войны якобы всё более открыто и широко нарушали нейтралитет. Указывалось, что Голландия улучшала свои укрепления только против Германии и группировала свои силы так, что они были совершенно не в состоянии воспрепятствовать нападению другой стороны. Генеральный штаб Голландии якобы тесно взаимодействовал с генеральными штабами западных держав. Голландия почти ежедневно разрешала английским самолётам, направляющимся в Германию, пролетать над своей территорией. В ноте также говорилось, что в Голландии идет широкая подготовка к наступлению через её территорию английских и французских войск, и в этой связи отмечалась широкая разведывательная деятельность офицеров западных держав в стране. Правительство Германии не хочет бездеятельно ожидать наступления Англии и Франции и не может допустить перенесения военных действий через Голландию на территорию Германии. Поэтому оно дало приказ германским войскам обеспечить нейтралитет Нидерландов. В заключении нота призывала Голландию позаботиться о том, чтобы германским войскам, которые пришли в страну не как враги, не было оказано сопротивления. В противном случае за неизбежное кровопролитие понесет ответственность правительство Нидерландов.
Как и следовало ожидать, правительство Голландии отвергло предъявленные ему вымышленные обвинения и просило западные государства о помощи. Уже в 6.45 мин 1-я французская группа армий и английский экспедиционный корпус получили приказ осуществить план «Д». Это означало, что союзные войска должны были левым крылом войти в Бельгию, а два подвижных французских соединения — выдвинуться в район Тилбург — Бреда, чтобы установить связь с голландцами.

## Ход боевых действий
В полном соответствии с планом 10 мая в 5:30 18-я немецкая армия начала наступление. Она сразу захватила слабо обороняемые северо-восточные провинции и достигла восточного берега канала Эйссел севернее позиции Эйссел. В результате стремительного наступления немецким силам удалось захватить неповрежденными некоторые из мостов, подготовленных к взрыву, в районе Неймегена и южнее. Позиция Эйссел и линия Пел были прорваны и сданы обороняющимися в первый же день наступления. Голландские 2-й армейский корпус и легкая дивизия, занимавшие позиции за линией Пел, отошли за реку Ваал.
Гораздо лучше обороняемая линия Греббе была, однако, уже 12 мая прорвана в нескольких местах и на следующий день при поддержке пикирующих бомбардировщиков окончательно захвачена. Два голландских корпуса отошли за новый водный рубеж.
Однако самыми роковыми для голландской армии были бои, разыгравшиеся внутри «крепости Голландия». Хотя высадка воздушных десантов из состава 22-й пехотной дивизии в районе между Роттердамом и Лейденом не везде прошла успешно, а в некоторых местах даже потерпела полную неудачу и привела к тяжёлым потерям, все же немецкие десанты сковали силы 1-го голландского армейского корпуса. В общей неразберихе и из опасения высадки новых десантов для обороны были стянуты даже части гарнизона линии Греббе. Немецким парашютистам, выброшенным в районе Роттердама и Дордрехта, удалось не только отбить все атаки противника, но даже продвинуться южнее Дордрехта. Они установили связь с имевшим исключительно важное значение для дальнейших боевых действий воздушным десантом у моста близ Мурдейка. Высадившиеся там парашютисты сумели воспрепятствовать взрыву моста и до подхода 9-й немецкой танковой дивизии отбивали все атаки, в которых принимала участие и отведенная за реку Маас легкая дивизия. 9-я танковая дивизия выступила сразу после взятия линии Пел и быстро продвигалась вперед, не встречая никакого сопротивления, поскольку 1-й голландский армейский корпус был отведен за реку Ваал. Вечером 12 мая её передовые подразделения прибыли в Мурдейк, а на следующий день 9-я танковая дивизия, переправившись по мосту, разгромила голландскую легкую дивизию, которая почти целиком попала в плен. Вторжение в «крепость Голландию» было успешно осуществлено.
Хотя части 7-й французской армии прибыли уже 11 мая в город Бреда, однако французы отказались атаковать немецкие войска, захватившие мост у Мурдейка. Они хотели сначала дождаться подхода подкреплений. За это время к Мурдейку подошла 9-я немецкая танковая дивизия и обеспечила защиту немецких парашютистов от атак противника со стороны Бреда.
14 мая голландское командование, учитывая бесполезность дальнейшего сопротивления и угрозу воздушных налетов немецкой авиации на Роттердам и Утрехт, решило начать переговоры о капитуляции. Уже в тот же день в 21:30 огонь был прекращен. Королева Нидерландов Вильгельмина была эвакуирована в Великобританию.
Однако, несмотря на капитуляцию, налёт на Роттердам состоялся, и в результате его город сильно пострадал и погибло много мирных жителей.
В течение первых пяти дней войны Нидерланды были выведены из войны и 18-я немецкая армия освободилась для действий в другом месте.
Не удалось найти никаких документов для вывода, будто политические эмигранты из Германии оказывали поддержку наступлению немецких войск; а ведь подобные сообщения привели в свое время к интернированию многих десятков тысяч людей не только в Голландии, но также во Франции и Англии, а также в ряде случаев к бессудным расправам над сотнями людей.